# Музыкальный фестиваль в Грант-парке
Музыкальный фестиваль в Грант-парке (англ. Grant Park Music Festival) — ежегодный музыкальный фестиваль классической музыки длительностью десять недель, проходящий в Грант-парке Чикаго, штат Иллинойс.
В нём представлены Симфонический оркестр Грант-парка и Хор Грант-парка, а также приглашённые исполнители и дирижёры. Является бесплатным концертом классической музыки на открытом воздухе.

## История и деятельность
В 1931 году мэр Чикаго Антон Чермак предложил проводить бесплатные концерты, чтобы поднять настроение горожанам во время Великой депрессии. Музыкальный фестиваль в Грант-парке не только поднимал настроение чикагцам, но и обеспечивал музыкантам прожиточный минимум.
Первый фестивальный концерт состоялся 1 июля 1935 года и открывался маршем из оперы «Тангейзера» Рихарда Вагнера. Концерты транслировались радиовещательными компаниями NBC и CBS. В первое лето на 65 концертов пришло около 1,9 миллиона человек. В 1939 году был установлен рекорд посещаемости одного концерта — более 300 000 человек присутствовали на выступлении оперной певицы Лили Понс, что стало самой большой аудиторией в её карьере. Выступление скрипача Дэвида Рубинофф собрало 225 000 человек. В 1930-е годы концерты фестиваля в Грант-парке транслировались по национальному радио десяткам радиостанций.
В течение 1940-х годов на фестивале выступала Чикагская женская симфония (Chicago Woman’s Symphon). В 1944 году на фестивале появился собственный профессиональный Симфонический оркестр Грант-парка. В 1945 году Николай Малько стал первым постоянным дирижёром фестиваля, прослужив в этой роли до 1954 года.
В 1958 году на фестивале выступал Ван Клиберн, только выигравший в апреле этого же года Международный конкурс имени П. И. Чайковского. Он был встречен большим торжеством, и его выступление на фестивале в Грант-парке стало крупным событием.
В 1960-х годах фестиваль принял смелое решение, представив работы таких авторов, как Арнольд Шенберг, Сергей Прокофьев, Густав Малер и Антон Верберн, что было сделано новым руководством Эдварда Гордона. В 1962 году руководителем созданного Хора Грант-парка стал Томас Пек, руководивший им до своей смерти в 1994 году. В 1963 году фестиваль представил дневные концерты молодёжи (Young People’s Concerts) под руководством дирижёра Ирвина Хоффмана.
В 1970-е годы посещаемость фестиваля несколько снизилась. Митч Миллер, получивший известность благодаря телешоу «Sing Along with Mitch», был дирижёром фестиваля. В 1979 году концертным менеджером Фестиваля в Грант-парке стал Стивен Овицки, проработавший до 1990 года.
В течение 1980-х годов фестиваль поднял свою репутацию благодаря исполнению произведений американских композиторов. Овицки сосредоточился на работах американских композиторах того времени, таких как Уильям Болком, Джон Адамс, Майкл Торке и Пол Фриман. В это десятилетие в фестивале принимали участие ведущие дирижёры, в их числе Зденек Мацал, Леонард Слаткин, Хью Вольф, Дэвид Зинман и Роберт Шоу.
В 1990-е годы были представлены самые разные постановки, среди них русская опера «Князь Игорь» и бейсбольная поэма «Casey at the Bat», поставленная Джеком Брикхаусом. Очередной визит Ван Клиберна соперничал с показателями посещаемости Лили Понс и по некоторым данным превышал 300 000 человек.
В 2000 году фестиваль достиг соглашения с Cedille Records о записи Симфонического оркестра Грант-парка, и за десятилетие было выпущено шесть компакт-дисков.
График выступлений на Музыкальном фестивале в Грант-парке включает десять недель представлений подряд в среду, пятницу и субботу с середины июня до середины августа. В последние годы выступления обычно начинаются в 6:30 в среду и пятницу и в 7:30 в субботу, при этом некоторые места зарезервированы для подписчиков, а невостребованные места публикуются за 15 минут до каждого выступления. Места на лужайке бесплатны и обычно занимаются семьями. Фестиваль укомплектован штатом обученных гидов, которые помогают посетителям и проводят образовательные беседы во время репетиций. Имеются фестивальные буклеты.
Первоначально фестиваль в открытом амфитеатре Petrillo Music Shell Грант-парка, но в 2004 году, в свой 70-й сезон, переехал в также открытый Павильон Джея Прицкера.